# Humberto Donoso
Humberto Leonel Donoso Bertolotto (Arica, 9 de octubre de 1938 — 4 de mayo de 2000) fue un futbolista chileno que jugaba de defensa central.

## Trayectoria
Humberto Donoso Bertolotto nació el 9 de octubre de 1938 en la ciudad de Arica en Chile, su posición en el campo de juego era la de defensa central, defendió los colores azules de la Universidad de Chile y formó parte del mítico Ballet Azul, Humberto Donoso fue campeón con la escuadra universitaria 5 veces en los años 1959, 1962, 1964, 1965 y 1967 y 2 veces subcampeón en el campeonato chileno, estuvo nueve temporadas con la “U” en el pecho es así como es uno de los ídolos del club. Humberto Donoso defendiendo el Ballet Azul consiguió un récord de asistencia perfecta, participó en todos los encuentros como titular en el campeonato de 1962, siendo el único del equipo en ser titular indiscutido, aparte de la “U” Donoso estuvo en la Unión Española. Donoso defendió los colores de la Selección nacional de fútbol de Chile en variadas ocasiones, participando así en el Mundial de Inglaterra de 1966, Humberto Donoso falleció el 4 de mayo del año 2000.

## Selección nacional
Donoso debutó con la Selección nacional de fútbol de Chile el 23 de marzo de 1963 con una derrota contra Uruguay 2-3 por la copa Juan Pinto Durán en Montevideo, en el que participó un recién nacionalizado Ernesto Álvarez, Donoso participó en diecinueve partidos por la selección chilena, también fue parte del plantel chileno que fue al mundial de 1966 en Inglaterra, pero no jugo ningún partido en aquella competencia, su última participación con la “Roja” fue el 15 de junio de 1966 frente al AC Milan obteniendo la victoria por 2 a 1.

### Participaciones en Copas del Mundo
| Mundial                        | Sede       | Resultado    |
| ------------------------------ | ---------- | ------------ |
| Copa Mundial de Fútbol de 1966 | Inglaterra | Primera fase |

#### Participaciones en Clasificatorias a Copas del Mundo
| Eliminatorias                 | País       | Resultado   | Posición   | PJ |
| ----------------------------- | ---------- | ----------- | ---------- | -- |
| Eliminatorias Inglaterra 1966 | Inglaterra | Clasificado | 1º Grupo 2 | 5  |

## Clubes
| Club                 | País  | Año       |
| -------------------- | ----- | --------- |
| Universidad de Chile | Chile | 1959-1967 |
| Unión Española       | Chile | 1968      |

## Palmarés

### Campeonatos nacionales
| Título           | Club                 | País  | Año  |
| ---------------- | -------------------- | ----- | ---- |
| Primera División | Universidad de Chile | Chile | 1959 |
| Primera División | Universidad de Chile | Chile | 1962 |
| Primera División | Universidad de Chile | Chile | 1964 |
| Primera División | Universidad de Chile | Chile | 1965 |
| Primera División | Universidad de Chile | Chile | 1967 |

### Distinciones individuales
| Distinción                                                                              | Año  |
| --------------------------------------------------------------------------------------- | ---- |
| Mejor central izquierdo del fútbol chileno                                              | 1961 |
| Mejor central izquierdo del fútbol chileno                                              | 1962 |
| Mejor central izquierdo del fútbol chileno                                              | 1963 |
| Mejor central izquierdo del fútbol chileno                                              | 1964 |
| Mejor central izquierdo del fútbol chileno                                              | 1965 |
| Incluido dentro de las 50 mejores figuras históricas de Universidad de Chile por AS.com | 2016 |